# Michel Jazy
Pour les articles homonymes, voir Jazy.
Michel Jazy, né le 13 juin 1936 à Oignies (Pas-de-Calais) et mort le 1er février 2024 à Dax (Landes), est un athlète français de 1,77 m pour 65 kg, licencié tout d'abord au Club olympique de Billancourt (CO Billancourt) puis au Club athlétique de Montreuil 93 (CA Montreuil) de 1956 à 1968, spécialiste du demi-fond.
Il a amélioré 9 records du monde, 17 d'Europe et 43 de France, sur des distances variant du 800 mètres au 5 000 mètres, mais il est aussi célèbre pour sa longue rivalité avec Michel Bernard, bien que ce dernier l'ait aidé à battre certains records du monde et soit à l'origine de la médaille d'argent de Jazy lors des Jeux olympiques de Rome en 1960. Outre cette médaille, il remporte deux titres européens, à Belgrade en 1962 sur 1 500 mètres puis à Budapest en 1966 sur 5 000 mètres.
Michel Jazy a marqué le sport français des années 1960 et ses tentatives de record du monde ont même eu droit à des retransmissions télévisées. Sa rivalité avec Michel Bernard éteinte, Jazy se trouve un nouveau rival, après une déception aux Jeux de Tokyo, en la personne de Ron Clarke : l'émulation qui naquit de cette rivalité lui a permis de battre quatre records du monde, cinq d'Europe et neuf de France durant le seul mois de juin 1965.

## Biographie

### Jeunesse
Michel Jazy nait le 13 juin 1936 à Oignies, de parents polonais, dans la rue où viendra au monde Guy Drut. Son grand-père, ouvrier agricole, fuit la Pologne dévastée après la Première Guerre mondiale, et, suivant les rumeurs d'embauche dans les mines du Nord de la France, s'installe à Oignies avec sa femme et sa fille, près de la fosse no 1 des mines d'Ostricourt dans laquelle il travaille par la suite. Peu après la naissance de Michel, sa mère doit aller travailler dans une brasserie lilloise à 30 kilomètres ; son père, mineur, n'est pas disponible non plus pour l'élever, la tâche incombe alors à sa grand-mère, Baboucha. Il s'oppose souvent à son instituteur, qui le frappe en réponse, et les marques laissées par les coups forment des zébrures — il est ainsi surnommé le « zèbre des corons » par ses amis ; par ailleurs, Michel Jazy joue beaucoup au football et est toujours dans les derniers à quitter le terrain.
Pendant toute son enfance, Michel Jazy a une très bonne santé ;  il court pieds nus ; comme il n'use pas ses souliers, sa grand-mère lui permet de jouer tant qu'il le veut. Il rate même parfois le déjeuner ou le dîner pour jouer au football mais, en 1946, peu après la Seconde Guerre mondiale, il découvre la course à pied à travers une course organisée pour la ducasse. Comme il n'a que dix ans, on lui interdit d'y participer mais il parvient néanmoins à prendre le départ avec la petite centaine de concurrents adultes tout en gardant ses sabots de bois, qu'il enlève 800 m plus loin. Il termine 28e de la course et remporte les 5 francs donnés en guise de récompense pour la participation. Il vomit plusieurs fois ensuite, puis utilise son argent pour faire un tour aux auto-tamponneuses. À cette époque, il trouve que la « course c'est idiot » et préfère le football, considérant comme des « dieux les joueurs professionnels de Lille, Lens ou Roubaix », bien qu'il n'envisage pas une carrière footballistique.
À douze ans, Michel Jazy perd son père, emporté par la silicose ; c'est à cette époque qu'il prend la résolution de ne pas devenir mineur, malgré ses résultats scolaires décevants. Sa mère est entre-temps partie travailler à Paris et Michel n'entretient plus qu'une relation épistolaire avec elle. Il continue la pratique du football auquel il consacre la quasi-totalité de son temps libre mais reste mauvais à l'école, toujours battu par son instituteur. Ses relations avec ce dernier sont telles qu'il lui refuse de lui permettre de se présenter au certificat d'études primaires. Vexé mais toutefois inscrit, Michel Jazy décide à trois semaines de l'épreuve de travailler à l'insu des autres, sacrifiant ainsi quelques matchs ; faute de temps, il ne révise qu'un gros tiers du programme. La chance lui sourit cependant et il est reçu dans les premiers, ravissant ses grands-parents qui, en retour, le laissent faire ce qu'il veut, quitte à jouer six heures au football par jour. À Paris, sa mère, remariée depuis peu et ayant trouvé un logement, lui demande de venir habiter avec elle car elle aimerait bien le faire travailler.

### Carrière sportive

#### Débuts en athlétisme

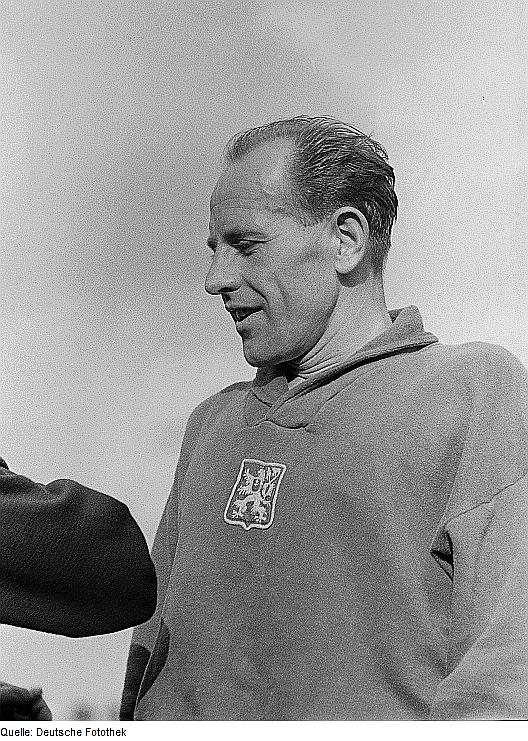
Michel Jazy rencontre Emil Zátopek, en 1951, grâce à son mentor Alain Mimoun.

Une fois à Paris, Michel Jazy, qui vit rue Rodier, découvre la vie de la ville qu'il « trouve moche » et de ses habitants « pas sympas du tout » ; moqué pour son accent du Nord alors qu'il considère l'accent parisien comme étant lui aussi particulier, Michel Jazy regrette rapidement Oignies. Il achète très vite un ballon et rejoint un groupe de jeunes Parisiens eux aussi footballeurs dans un patronage de la Fédération sportive de France, l'Association sportive du centre de Paris, fondé en 1942 par l'abbé Dumail et Robert Pringarbe. Deux mois après son arrivée, Michel Jazy commence à travailler dans une imprimerie, après des recherches de sa mère, notamment auprès de L'Équipe ; un an plus tard, il est embauché comme groom-liftier. Il ressent à cette époque un besoin très fort de se dépenser, il monte par exemple la butte du Sacré-Cœur à pied, alors que ses amis prennent le funiculaire. C'est alors qu'un de ses amis, Gérard Marzin, décide de faire pratiquer au groupe de la course à pied un dimanche matin pour le « Challenge de la première foulée » à Meudon ; finalement, les désistements sont nombreux et seul Michel Jazy vient à la course. Le terrain étant boueux, Marzin lui donne des pointes. Jazy remporte finalement cette course de qualification et la finale le dimanche suivant. Le journal Paris-Presse consacre un article à cette victoire, ce qui décide Michel Jazy à s'inscrire au club de Marzin, le Club olympique de Billancourt.
Michel Jazy change de travail et retourne dans une imprimerie comme typographe. Au CO Billancourt, il rencontre René Frassinelli qui devient son entraîneur. En 1953, alors qu'il a dix-sept ans, il remporte le titre de champion d'Île-de-France cadet de cross-country, ce qui le qualifie pour le championnat de France. Sa passion pour l'athlétisme est alors si forte que sa seconde place derrière le Marocain Lahcen Benaissa, le déçoit. Cette défaite écorne la fierté de Jazy qui veut tout arrêter mais grâce à Frassinelli, qui convainc sa mère que l'athlétisme est un bon sport, il continue tout de même. Il s'entraîne alors deux fois par semaine et conclut son année par un titre de champion de France cadet du 1 000 mètres en 2 min 39 s. Ce titre est néanmoins considéré comme « illégal » parce que Jazy n'est toujours pas naturalisé français, sa mère attend d'avoir un peu d'argent et craint par la même occasion la conscription, bien que tentée par le bataillon de Joinville.

#### 1955 - 1956: un junior au sommet
En 1955, Michel Jazy remporte son premier titre de champion de France junior sur 1 500 mètres. Malgré son âge, il participe aux championnats de France seniors sur 1 500 mètres mais est éliminé par Michel Bernard, qu'il rencontre pour la première fois, dès les séries.
Lors des championnats de France de 1956, Michel Jazy accroche son premier titre, à seulement vingt ans, sur 1 500 mètres avec un temps de 3 min 49 s 8, devançant Michel Bernard pour la première fois de sa carrière. Au moment de sa retraite, il déclare que cette course était la dixième plus belle qu'il ait jamais courue. Cependant, il considère que sa sélection qui en résulte est imméritée et que Bernard aurait été un meilleur choix. Les Jeux olympiques de 1956 se déroulent à Melbourne fin novembre -début décembre. Durant le voyage, Alain Mimoun le « prend sous son aile » et lui donne des conseils de toute sorte, de la manière de choisir ses pointes à celle d'entretenir sa dentition. Mimoun s'entraîne également avec Jazy, ce qui permet à ce dernier de rencontrer Volodymyr Kuts, Emil Zátopek, Gordon Pirie ou encore Stanislav Jungwirth. Le 28 novembre à 16 h 30 a lieu la première série du 1 500 mètres hommes à laquelle participe Jazy ainsi que Jungwirth, István Rózsavölgyi et le champion olympique en titre, Joseph Barthel ; alors que seuls les quatre premiers sont qualifiés en finale, Jazy termine septième en 3 min 49 s 8 ou 3 min 50 s, selon les sources. Il voit ensuite Mimoun remporter le marathon des Jeux malgré ses trente-six ans. Jazy participe aussi à un canular fait à la presse française, canular prétendant que Maurice Sillon aurait sauté 2,15 m à l'entraînement, soit autant que le record du monde du saut en hauteur.

#### 1957 - 1960: premiers records, deuxièmes Jeux

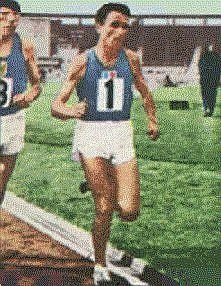
Michel Jazy vice-champion olympique sur 1500 m, en 1960 à Rome.

En août 1958, Jazy participe aux championnats d'Europe à Stockholm. Qualifié « in extremis » pour la finale, terminant 3e en 3 min 49 s 5, il voit ses ambitions de podium ruinées, terminant septième en 3 min 45 s 0,. Cette défaite, alors qu'il espérait tant un podium, le ruine moralement, mais Jazy a acquis la confiance de Gaston Meyer, du journal L'Équipe. Ce dernier, qui envisage que Jazy puisse réaliser 3 min 38 s en 1960, décide, à la fin du service militaire de celui-ci, de lancer « l'opération Jazy » : embauché en surnombre comme typographe au journal, Jazy s'entraîne sur un plan prédéfini afin « d'acquérir la force musculaire et cardiaque qui lui fait encore défaut » selon Meyer. Conseillé par Marcel Hansenne, médaillé olympique en 1948, Jazy devient un adepte de l'entraînement naturel, et découvre Volodalen en Suède qu'il considère comme un « paradis », ainsi que Marly-le-Roi, où il s'entraîne désormais.
L'année 1959 est une année médiocre pour Jazy. Souffrant d'un rhumatisme au pied, il ne montre pas de preuve d'amélioration. En décembre, il rencontre à Fribourg le professeur Reindell, spécialiste mondial en cardiologie, et Woldemar Gerschler (en), célèbre entraîneur qui prône une méthode d'entraînement différente de celle de Jazy mais il n'impressionne pas[pas clair]. Michel Jazy acquiert finalement cette force musculaire qui lui manquait, et, malgré une défaite sur 800 mètres contre les Britanniques, il arrive en pleine confiance à Rome pour les Jeux olympiques, cette fois-ci accompagné de Michel Bernard. Il est selon lui en « état de grâce » et il écrase László Tábori, ex-recordman d'Europe, lors de sa dernière course avant les Jeux. Aux Jeux, seuls les trois premiers de chaque série de treize sont qualifiés et, après l'élimination de Siegfried Valentin par Bernard dans la course précédente, outsider pour le titre, Jazy doute mais il parvient à se qualifier aisément en prenant la deuxième place de sa série en 3 min 44 s 9 derrière Dan Waern. En finale, Bernard tente le tout pour le tout et démarre sur un rythme très fort ; Jazy est toutefois bien dans la course ; aux 1 000 mètres, Herb Elliott, le favori, décide d'accélérer, seul István Rózsavölgyi tente de résister mais il est décroché 50 mètres plus loin. Jazy, solidement accroché à la troisième place, voit Rózsavölgyi en mauvaise posture et le double ; il termine en 3 min 38 s 4, nouveau record de France, largement battu par Elliott (3 min 35 s 6, record du monde) mais devant Rózsavölgyi (3 min 39 s 2),. Bernard, au grand regret de Jazy, n'est lui que septième en 3 min 41 s 5, nouveau record personnel, malgré tous ses efforts,. Sur le podium, Eliott demande à Rózsavölgyi, qui est son second qu'il ne connait pas. Pour cause : avant les Jeux, le record personnel de Jazy était de 3 min 42 s, loin de la performance accomplie ce jour. La médaille de Jazy provoque une euphorie durant un mois environ, mois durant lequel Jazy donne des interviews et profite de la vie ; il se remet à l'entraînement par la suite, reprenant conscience de sa situation et se fixant de nouveaux objectifs, l'or olympique notamment.

#### 1961 - 1964: l'or pour ambition

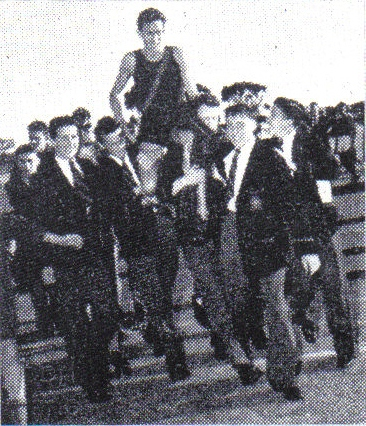
Herb Elliott, ici porté au triomphe en 1964, est encore en 1960 le maître incontesté du 1500 mètres.

Durant l'année 1961, Michel Jazy est régulièrement battu par Dan Waern, ce qui lui porte un coup au moral. Cependant, il met à profit l'hiver 1961-1962 pour augmenter sa charge d'entraînement, acquérant ainsi confiance et robustesse ; sa préparation est intensément axée sur les championnats d'Europe de Belgrade, en Yougoslavie. Jazy entretient également l'espoir d'un record du monde, ainsi, le 14 juin 1962 au stade Charléty, il décide, sans toutefois l'annoncer, de s'attaquer au record du monde du 2 000 mètres, détenu par István Rózsavölgyi en 5 min 2 s 6 depuis 1955. Seul en-tête pendant environ 1 000 mètres, Jazy termine la course en 5 min 1 s 8 obtenant son premier record du monde individuel, le premier également pour un Français depuis Jules Ladoumègue trente-et-un ans auparavant. Deux semaines plus tard, à Saint-Maur dans le Val-de-Marne, dans un stade qu'il apprécie et appréciera encore plus par la suite, Jazy court un 3 000 mètres avec pour objectif le record du monde du 3 000 mètres détenu par Gordon Pirie en 7 min 52 s 8. Ses lièvres abandonnant aux alentours du 1 500 m, Jazy se retrouve seul mais bat tout de même le record du monde avec un temps de 7 min 49 s 8. Cette performance est saluée unanimement comme la réussite du travail fourni par Jazy et son entrée comme champion du demi-fond. Aux championnats d'Europe, Jazy remporte le 1 500 m « facilement », en 3 min 40 s 9 obtenant le record des championnats, devant le Polonais Witold Baran en 3 min 42 s 2. Il est accueilli en héros à l'aéroport d'Orly avec Claude Piquemal, seul autre champion d'Europe français. À la fin de cette longue année, Jazy change de profession, quittant L'Équipe pour entrer chez Perrier comme « public-relation » et déménage de son appartement de Colombes pour un logement plus confortable à Ozoir-la-Ferrière.
La rivalité de Jazy avec Michel Bernard prend fin le 26 juillet 1963 au stade Yves-du-Manoir de Colombes lorsque, sur les conseils de Jean Wadoux, ils décident tous trois de s'allier lors de la finale des championnats de France du 1 500 mètres. Wadoux mène le premier tour, Bernard le deuxième et Jazy le reste parce qu'il est, selon Bernard, « le plus fort » ; Jazy remporte la course en 3 min 37 s 8, nouveau record d'Europe, Bernard est second en 3 min 38 s 7 et Wadoux troisième en 3 min 41 s 7, soit deux nouveaux records personnels. Peu après, Jazy, sa femme Irène, Wadoux et Dan Waern, entre autres, partent à Volodalen s'entraîner ; lors d'un entraînement en forêt, Wadoux trébuche sur une racine qu'il arrache et qui ouvre la cheville de Jazy. Il est opéré par un chirurgien à 200 kilomètres de là.
Suivant son rêve de devenir champion olympique, Jazy cristallise en 1964 ses ambitions sur les Jeux de Tokyo. Le 28 août, Bob Schul bat le record du monde du 2 miles de Jazy, réalisant 8 min 26 s 4 contre 8 min 29 s 6. Peu avant les Jeux, il court un « 1 200 mètres test » avec Wadoux et Bernard, qui lui laisse espérer un temps de 3 min 38 s sur 1 500 m. Jazy prévoit courir à la fois le 1 500 mètres et le 5 000 mètres, mais l'apparition de demi-finales sur 1 500 m l'en empêche et il décide de se concentrer sur le 5 000 m. À Tokyo il gagne aisément sa série, ce qui ne fait que confirmer son bon état de forme. Cependant, peu avant la finale, le doute l'envahit ; Jazy a peur de décevoir et la pression l'écrase. La nuit précédant la finale, il ne dort que six heures ; il pleut et Jazy a un mauvais pressentiment. Après le départ de la course, il se libère et démarre à un tour de l'arrivée ; néanmoins le destin s'acharne sur lui et dans la ligne droite finale, il est déposé par l'Américain Robert Schul (13 min 48 s 8) — comme Volodymyr Kuts avait déposé Gordon Pirie en 1956 — puis l'Allemand Harald Norpoth (13 min 49 s 6) et Bill Dellinger, l'autre Américain (13 min 49 s 8), le dépassent,. Jazy termine quatrième dans le même temps que Dellinger. Après sa défaite Jazy est terriblement atteint : il craint le regard des gens, qui lui importe beaucoup et surtout celui de la presse, à travers laquelle il apprécie ses performances. Alors qu'il attend une masse de critiques, Jazy en reçoit très peu comparé aux encouragements et aux consolations.

#### 1965 - 1966: une fin de carrière éclatante
En début de saison, Ron Clarke bat par deux fois le record du monde du 5 000 mètres de Volodymyr Kuts (13 min 35 s 4), le portant à 13 min 33 s 6. En mars 1965, lors du cross des nations à Ostende, Jazy partage sa chambre avec Bernard ; Jean Fayolle remporte le cross et Bernard, devance Jazy, huitième, à l'arrivée depuis très longtemps. Le 4 juin, Clarke bat pour la troisième fois de l'année le record du monde, le portant cette fois-ci à 13 min 25 s 8, et suscitant l'émotion de Jazy. Le 6 juin, à Lorient, Michel Jazy surprend tout le monde en battant avec un temps de 13 min 34 s 4 le record d'Europe du 5 000 mètres détenu par Kuts, ce qui était l'ex-record du monde battu par Clarke un peu plus tôt dans la saison. Le 8 juin, au stade de Courtemanche de Rennes et cette fois-ci suivi par les médias, il bat le record du monde du mile en 3 min 53 s 6, battant le Néo-Zélandais Peter Snell et gagnant le respect des demi-fondeurs britanniques. Après, il se rend à Paris le 11 juin, au stade Charléty mais cette fois-ci suivi par les médias ; il y réalise 13 min 29 s 0, se rapprochant encore plus de Clarke.
Le week-end suivant, Jazy enchaîne deux grosses performances sur 2 000 mètres : à Sochaux d'abord où il court en 5 min 4 s 0, puis à Delle, ensuite, avec un temps de 5 min 21 s 2. Michel Jazy remporte les championnats régionaux de Paris alors que Ron Clarke améliore le record du monde du 10 000 mètres à Oslo en 27 min 39 s 4 ; les deux hommes se rencontrent ensuite sur 2 miles à Melun. Jazy remporte la course en 8 min 22 s 6, reprenant le record du monde à Bob Schul, mais battant aussi le record du monde du 3 000 mètres, qu'il possédait déjà, de deux dixièmes. Deux jours plus tard, Jazy, Jean Wadoux, Gérard Vervoort et Claude Nicolas s'emparent du record du monde du 4 × 1 500 mètres à Saint-Maur-des-Fossés en 14 min 49 s 0. Pour conclure sa saison grandiose, Jazy participe le 30 juin à un 5 000 mètres à Helsinki, surnommé « 5 000 du siècle » par les journalistes, réunissant Ron Clarke, lui-même, Kip Keino, Jürgen Haase, Robert Schul et Billy Mills. La course démarre en pagaille mais très vite, le rythme imposé par Clarke et Jazy qui se relaient élimine avant les 2 000 mètres Schul puis Mills, Haase et aux 3 000 mètres, il ne reste que Clarke, Jazy et Keino en tête de la course. Clarke tente d'accélérer progressivement pour épuiser Jazy mais il comprend vite qu'il ne peut gagner ce jour-là ; à 300 mètres du but, Keino attaque mais Jazy, même s'il a toujours en tête sa course de Tokyo, le contre violemment et, cette fois-ci, résiste jusqu'à l'arrivée, remportant la course en 13 min 27 s 6, nouveau record d'Europe du 5 000 mètres, devant Keino et Clarke.

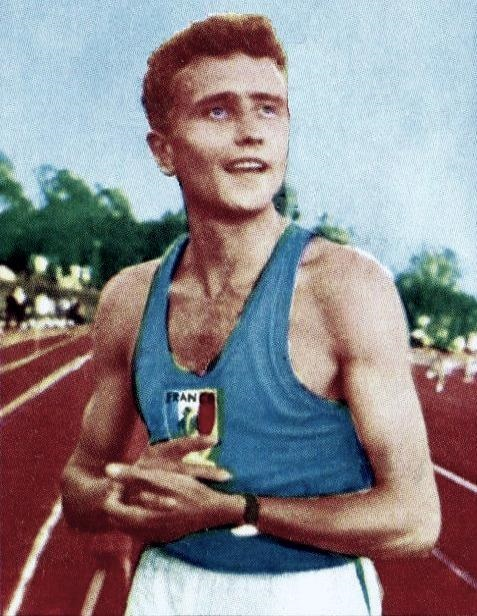
Michel Jazy en 1966.

En 1966, Michel Bernard invite ensuite Jazy à courir chez lui, à Anzin pour tenter de battre le record du monde du 2 000 mètres mais Jazy échoue.
À Chambéry, en septembre, Jazy veut s'attaquer au record du monde du 2 000 mètres que Josef Odložil puis Harald Norpoth ont amélioré depuis sa course du stade Charléty ; le temps de Norpoth est de 4 min 57 s 8, ce qui fait de lui le premier homme à descendre sous les 5 minutes et il est de plus, « l'ennemi intime » de Jazy. Il attend comme lièvre Jean-Luc Salomon mais ce dernier ne peut courir à cause de la Fédération française d'athlétisme, qui avait obligé Jazy et Salomon à amener neuf autres athlètes de leurs clubs respectifs pour courir au meeting, athlètes que Salomon n'a pas trouvés. Amené jusqu'au 900 mètres alors qu'il comptait l'être jusqu'au 1 300 mètres, Jazy échoue dans sa tentative de record, ce qui crée une polémique, lors de laquelle Jazy attaque violemment la fédération. Début octobre est organisé un match international à Colombes entre la France, le Royaume-Uni et la Finlande, où Jazy remporte le 5 000 mètres ; ce match signe les adieux à l'équipe de France de Jazy, qui monte en pleurs sur le podium. Le 12 octobre 1966, Michel Jazy fait ses seconds adieux, au haut-niveau, sur la piste de Saint-Maur-des-Fossés, lors d'un meeting nocturne organisé conjointement par son club et celui de Saint-Maur. Il vise de nouveau le record du monde du 2 000 mètres et, cette fois-ci, il peut compter sur de nombreux aides. Jacques Darras lance la course en 58 secondes au premier 400 mètres, exactement le temps prévu et il continue en 1 min 58 s 7 aux 800 mètres, là aussi très près du temps prévu (1 min 58 s 5), Jean-Luc Salomon prend le relais jusqu'au kilomètre où le temps de passage est encore parfaitement bon, c'est ensuite au tour de Jean Wadoux, qui emmène Jazy jusqu'aux 1 500 mètres. Jazy termine seul en 4 min 56 s 2, récupérant donc son ancien record du monde ; il discute en duplex avec Ron Clarke, lequel le félicite pour ses exploits.

#### Reconversion
Après avoir exercé le métier de typographe-linotypiste au journal L'Équipe au début de sa carrière sportive, Jazy rejoint la société Perrier où il travaille durant 24 ans dans la communication et les relations publiques. Il exerce aussi des fonctions chez Le Coq sportif et chez Adidas. Il termine sa période d'activité comme administrateur du Parc des Princes avant de prendre sa retraite à Hossegor. En 1975, il achète une vaste propriété, un airial, cinq corps de bâtiment, 17 000 m2, à Majescq. Il l'a garde 24 ans avant de partir vivre en appartement à Hossegor. Pendant cette période, il est adjoint au maire de Majescq.

### Mort
Michel Jazy meurt le 1er février 2024 à l'hôpital de Dax,, à l'âge de 87 ans. Il est inhumé au cimetière d'Hossegor.

## Palmarès

### Résultats

#### Internationaux
| Date | Compétition           | Lieu      | Résultat | Épreuve | Performance   |
| ---- | --------------------- | --------- | -------- | ------- | ------------- |
| 1958 | Championnats d'Europe | Stockholm | 7e       | 1 500 m | 3 min 45 s 0  |
| 1960 | Jeux olympiques       | Rome      | 2e       | 1 500 m | 3 min 38 s 4  |
| 1962 | Championnats d'Europe | Belgrade  | 1er      | 1 500 m | 3 min 40 s 9  |
| 1964 | Jeux olympiques       | Tokyo     | 4e       | 5 000 m | 13 min 49 s 8 |
| 1966 | Championnats d'Europe | Budapest  | 2e       | 1 500 m | 3 min 42 s 2  |
| 1966 | Championnats d'Europe | Budapest  | 1er      | 5 000 m | 13 min 42 s 8 |

#### Nationaux
- Championnats de France :
  - Champion de France junior du 1 500 m en 1955, champion de France cadet du 1 000 m en 1953.
  - Champion de France du 800 m en 1961 et 1962.
  - Champion de France du 1 500 m en 1956, 1957, 1958, 1960, 1963 et 1964.
  - Champion de France du 5 000 m en 1966.
  - Champion de France de cross-country en 1962, 1965 et 1966.
- Autres :
  - Cross du Figaro en 1961, 1962, 1963 et 1964.
  - Cross de L'Humanité en 1965[18].
  - Deuxième du 1 500 m de la rencontre amicale France-Finlande en 1964 à Colombes.

### Records
Durant sa carrière, Michel Jazy a amélioré 9 records du monde, 6 records d'Europe et 32 records de France.
Ses meilleurs temps sont :
- 1 500 m : 3 min 36 s 3, établi en 1966 ;
- 5 000 m : 13 min 27 s 6, établi en 1965.

## Engagement politique
Aux élections législatives de 1962 il est suppléant de Marcelle Devaud, candidate UNR dans le département de la Seine.

## Image et postérité

### Personnalité
Michel Jazy déclare qu'il « a la passion des gosses » et les voir se réjouir de chacune de ses performances le ravit ; il se sent toutefois obligé envers eux. Par ailleurs, c'est à travers les autres, notamment les enfants et les médias, qu'il considère ses performances et ce regard importe donc beaucoup pour lui.

### Popularité
La popularité de Michel Jazy, notamment après ses premiers records, est telle qu'à chacun de ses déplacements, il est entouré d'une foule de personnes, que ce soit en métro ou en voiture. À la suite de ses premiers records du monde, Jazy reçoit l'attention des médias et ses courses importantes sont retransmises en direct. Après les Jeux de Tokyo, Jazy reste une star et sa défaite entraîne une large vague d'empathie pour lui ; en 1966, à Saint-Maur-des-Fossés, sa popularité attire de nombreuses personnes, certaines seront même refusées à l'entrée du stade et la télévision retransmet en direct ses courses. Jazy reçoit en tout 500 000 lettres en six ans, entre 1960 et 1966.

### Conception de la course à pied
Michel Jazy définit le coureur à pied comme étant « un homme devenu différent des autres ». Selon lui, il n'a besoin que de deux qualités, toutefois indispensables pour devenir bon, qui sont l'endurance et l'envie de se dépenser. Cette envie de se dépenser doit même déteindre sur son caractère dès l'enfance, quitte à ce qu'il soit alors « turbulent et batailleur » ; Jazy pense donc qu'un enfant qui est sage « ne deviendra pas un coureur à pied ». L'enfant doit être également obstiné et résister à la souffrance, et ce sont ces qualités qui feront que l'enfant s'orientera plus vers la course à pied selon lui. Autre condition décrite par Jazy : l'enfant doit « considérer que tout est difficile à obtenir » afin qu'il sache s'investir beaucoup dans ses efforts.

## Distinctions

### Décorations
- Commandeur de la Légion d'honneur (2005)
- Officier de la Légion d'honneur en 2001
- Chevalier de la Légion d'honneur en 1991
- Grand officier de l'ordre national du Mérite le 22 novembre 2015[19].
- Commandeur de l'ordre du Mérite sportif‎ à titre exceptionnel (1960)[20].

### Prix et distinctions
- Champion des champions français de L'Équipe en 1960, 1962 et 1965.
- Désigné Gloire du sport dans la promotion 1993.
- Trophée Micheline Ostermeyer le 4 novembre 2004.

## Hommages
- Complexe Sportif Michel Jazy à Bussy-Saint-Georges[21].
- Tribune Michel Jazy au stade de Saint-Maur-des-Fossés.
- Piste d'athlétisme à Redon[22].
- Une rue de Sargé-lès-le-Mans porte son nom.